# Malinaltepec
Malinaltepec è un comune del Messico, situato nello stato di Guerrero.